# Gennet aus Äthiopien
Gennet aus Äthiopien (Originaltitel: Gennet bor i Etiopien) ist der Titel eines Fotobuches der schwedischen Schriftstellerin Vera Forsberg mit Fotos von Anna Riwkin-Brick. 1967 erschien das Buch bei Rabén & Sjögren als zwölftes Buch in der Reihe Kinder unserer Erde, für die auch Autorinnen wie Astrid Lindgren, Leah Goldberg, Elly Jannes, Eugénie Söderberg und Cordelia Edvardson die Texte beisteuerten. Ein Jahr später brachte der Oetinger Verlag das Buch auch in Deutschland heraus.

## Handlung
Gennet ist sieben Jahre alt und kommt aus Äthiopien. Ihr Name stammt aus dem Amharischen und bedeutet Paradies. Als Gennets kleiner Bruder Tadesse eines Tages von einer giftigen Schlange gebissen wird, liegt es an Gennet Hilfe zu holen. Sie macht sich auf einen langen Weg. Dabei begegnet sie Affen, Geiern und Flamingos. Als sie an einem steilen Bach mit tiefem Wasser vorbeimuss, bekommt sie Unterstützung von einem Hirtenjungen, der ihr über das Gewässer hilft. Nachdem sie endlich bei dem Arzt angekommen ist, nimmt dieser sie sofort mit dem Jeep mit und fährt mit ihr zu ihrem Bruder. Dieser kann gerettet werden. Als Belohnung darf sich Gennet auf dem Markt ein gelbes Kleid  und eine Perlenkette kaufen.

## Hintergrund
Das Buch Gennet aus Äthiopien stammt aus Anna Riwkin-Bricks Fotobuchreihe Kinder unserer Erde. Während Riwkin die Fotos zu dem Buch machte, schrieb die schwedische Schriftstellerin Vera Forsberg den Text zu dem Buch. Das Buch wurde in viele Sprachen übersetzt, darunter Hebräisch,  Englisch, Dänisch und Deutsch.
In Israel war die Serie Kinder unserer Erde, zu der auch Gennet aus Äthiopien gehört, ein großer Erfolg. Letzterer basierte auch auf den Übersetzungen der Dichterin Leah Goldberg. Im Jahr 2017 drehte die israelische Regisseurin Dvorit Shargal einen 50-minütigen Dokumentarfilm mit dem Titel Where is Elle Kari and what happened to Noriko-san?, der sich mit einigen Büchern der Reihe beschäftigt. Der Film führte dazu, dass neun Geschichten der Kinder unserer Erde Reihe in Israel neu aufgelegt wurden, darunter auch Gennet aus Äthiopien.

## Rezeption
Die United States. Education Office empfahl das Buch für Schüler der Klassen 3 bis 5. Elisabeth Wesseling lobte die hohe künstlerische Qualität des Buches. Die New England Reading Association fand das Buch entzückend und informativ.

## Ausgaben
- Gennet bor i Etiopien, Rabén & Sjögren, 1967, schwedische Ausgabe
- Gennet lives in Ethiopia, 1968, US-amerikanische Ausgabe
- Gennet aus Äthiopien, Oetinger Verlag, 1968, deutsche Ausgabe, ins Deutsche übersetzt von Thyra Dohrenburg
- Gennet bor i Ætiopien, Høst & søn, 1968, dänische Ausgabe